# C. Hafner
C. Hafner ist eine deutsche Gold- und Silberscheideanstalt, die sich neben dem Recycling von Edelmetallen auf Produkte und Dienstleistungen im Bereich der Edelmetalltechnologie spezialisiert hat. Auf diesem Gebiet zählt C. Hafner zu den führenden Anbietern in Europa.

## Geschichte
Im Jahr 1850 wurde C. Hafner als ein Betrieb zur Kehretspräparation von Carl Hafner in Pforzheim gegründet. Da Pforzheim zu dieser Zeit eines der weltweit größten Zentren der Schmuck- und Uhrenproduktion war, wurden im Betrieb von Carl Hafner Edelmetalle hauptsächlich aus Abfällen der Schmuck- und Uhrenproduktion wieder verwertet. 1892 fusionierte Robert Hafner Senior als Vertreter der zweiten Generation der Gründerfamilie die Gesellschaft mit der Probieranstalt Carl Dieterle.
Ab 1920 wurde die Produktion von Halbzeugen für die Schmuckindustrie eingeführt. Herbert Hafner baute das metallurgische Laboratorium auf und entwickelte sukzessive Metalllegierungen u. a. auch für die Zahnheilkunde und legte damit den Grundstein für den Geschäftsbereich Dental. Highlight im Jahr 1930 war die Entwicklung der ersten zahnfarbenen Goldlegierung.
1945 baut Robert Hafner jun. nach seiner Rückkehr aus der Kriegsgefangenschaft das im Krieg zerstörte Unternehmen wieder auf.
1995 wurde die Geschäftsführung des Unternehmens an die fünfte Familiengeneration, Birgitta Hafner und Philipp Reisert, übertragen.
Im August 2015 bezog C. Hafner die neu gebaute Firmenzentrale in Wimsheim. Der Standort der Scheiderei in Pforzheim blieb bestehen.
C. Hafner sieht es als seine Verantwortung, seinen Beitrag gegen den globalen Klimawandel zu leisten. Im Jahr 2019 stellte das Unternehmen seine Gold-Gewinnung als erste Gold- und Silberscheideanstalt CO₂ neutral. Im September 2022 brachte C. Hafner den weltweit ersten CO2neutralen Goldbarren auf den Markt.

## Produkte und Dienstleistungen
Heute ist C. Hafner in den Bereichen Edelmetall Recycling, Dentaltechnologien, Edelmetall Produkte und Edelmetall Handel tätig. Zum Einsatz kommen die Produkte und Dienstleistungen der Firma in der Schmuck- und Uhrenindustrie, Zahnmedizin, Mess- und Prüftechnik, Medizintechnik sowie in der Investitionsbranche. Wie zum Beispiel Goldbarren, Halbzeuge, Edelmetalle, Werkstoffe, Dentallegierungen usw.
Zu den patentierten Innovationen, die C. Hafner auf den Markt gebracht hat, zählen unter anderem die Dienstleistung „Fräsen in Edelmetall“ im Bereich der Zahnmedizin, sowie die neue Platinlegierung „PlatinGold“ mit einem Edelmetallanteil von 97 %. 2016 wurde eine Kooperation mit dem Unternehmen Trumpf geschlossen, mit dem Ziel, den 3D-Druck mit Edelmetallen auf der Basis von Edelmetallpulver von C. Hafner und 3D-Druck-Anlagen von Trumpf weiterzuentwickeln. Der 3D-Druck im Edelmetallbereich bietet neue Möglichkeiten, individuelle Komponenten für die Schmuck- und Uhrenindustrie und technische Anwendungen in Serie zu produzieren und in hybrider Fertigung mit CNC-Technologien weiterzuverarbeiten.

## Zertifikate
- RJC COC-Zertifikat[12]
- LBMA Responsible Gold Certificate[13]
- DAkksS – Deutsche Akkreditierungsstelle[14]